# Цвијићева улица (Београд)
| ЦВИЈИЋЕВА · улица | ЦВИЈИЋЕВА · улица  |
| ----------------- | ------------------ |
|                   |                    |
| Општина           | Палилула (Београд) |
| Почетак           | Поенкареова ул.    |
| Крај              | Рузвелтова ул.     |
| Дужина            | 1.200 m            |
| Ширина            | 9-15 m             |
| Створена          | непознато          |
| Названа           | непознато          |
| Стари називи      | Цвијићев булевар   |
|                   |                    |
|                   |                    |

Цвијићева улица се налази у градској општини Палилула у Београду. Пружа се правцем север-југ и северозапад-југоисток на дужини од око 1.200 метара. У непосредној близини је Железничка станица Београд-Дунав.

## Назив
Улица је име добила по прослављеном српског научнику и географу Јовану Цвијићу. Он је живео и радио у Београду у својој кући у улици Јелене Ћетковић, која се налази око 500 метара од саобраћајнице са његовим именом. Током 1950-их година ХХ века улица се звала Цвијићев булевар. 

## Положај
Цвијићева улица је једна од дужих саобраћајница у центру града. Пружа се од Поенкареове улице, па све до раскрснице са Рузвелтовом, где се на даље наставља улица Димитрија Туцовића. Цвијићеву пресецају улице Деспота Стефана, Таковска, Старине Новака и Здравка Челара. Највећим делом кроз њу пролазе тролејбуске линије градског саобраћаја. Улица је двосмерна и има неколико коловозних трака.